# Бучина (Бохенський повіт)
Бучина (пол. Buczyna) — село в Польщі, у гміні Бохня Бохенського повіту Малопольського воєводства.
Населення — 438 осіб (2011).
У 1975-1998 роках село належало до Тарновського воєводства.

## Демографія
Демографічна структура станом на 31 березня 2011 року:
|          | Загалом | Допрацездатний вік | Працездатний вік | Постпрацездатний вік |
| -------- | ------- | ------------------ | ---------------- | -------------------- |
| Чоловіки | 225     | 47                 | 144              | 34                   |
| Жінки    | 213     | 53                 | 110              | 50                   |
| Разом    | 438     | 100                | 254              | 84                   |